# Primeiro-ministro da Suécia
O Primeiro-ministro da Suécia (em sueco: Sveriges statsminister, que traduzido significa literalmente "Ministro de Estado", os suecos usam a palavra premiärminister quando se referem a primeiro-ministros de outros países) é o Chefe de governo na Suécia. Desde 1976, o Ministro de Estado é eleito pelo Parlamento da Suécia - Riksdagen, cabendo a ele dirigir o governo, nomear os ministros e chefiar a Chancelaria do Governo.
O cargo de Ministro de Estado - statsminister - foi criado em 1876 , substituindo o antigo cargo de Ministro de Estado e da Justiça - justitiestatsminister, o qual foi dividido em dois novos cargos: Ministro de Estado - statsminister - e Ministro da Justiça - justitieminister. Louis Gerhard De Geer, foi o arquiteto do novo parlamento bicameral de 1866, que substituiu o Sveriges ståndsriksdag, e foi o 1° Primeiro-ministro em 1876.
Desde 1995, o Ministro de Estado tem com residência oficial a Casa Sagerska, no centro de Estocolmo, e como residência dos tempos livres a mansão de Harpsund, na Sudermânia.